# Rosnay, Vendée

Rosnay este o comună în departamentul Vendée, Franța. În 2009 avea o populație de 544 de locuitori.